# 巴塞罗那宇宙盒科技馆
巴塞罗那宇宙盒科技馆（CosmoCaixa Barcelona；加泰隆尼亞語發音：[ˌkɔzmuˈkaʃə βəɾsəˈlonə]）是西班牙加泰罗尼亚巴塞罗那的一个科学博物馆，展出自然和空间等主题。

## 历史
其前身是1979年建立的科学博物馆（Museo de la Ciencia），于1998年关闭进行翻修，并于2004年以现在的名称重新开放。该博物馆由la Caixa银行赞助。
为了表扬其在展教设计方面的成果，2006年欧洲博物馆论坛授予其欧洲博物馆年度奖。

## 建筑
博物馆建筑由加泰罗尼亚建筑师（Josep Domènech i Estapà）于1904年至1909年间建造，用作盲人收容所，收容所于1979年关闭。之后，建筑进行了翻新，保留了原有的立面，并进行了扩建，使规模扩大到原来的四倍。
建筑内有一条大型螺旋走道，从地下室延伸至5楼。其主题展区占地3500平方米，还有1000平方米的亚马逊热带雨林温室，温室内有亚马逊的动植物，还会人工降雨。